# Augustus Silj
Augustus Silj (n. Calcara Visso, Italia, 9 de julio de 1846 † Roma, 26 de febrero de 1926) fue un cardenal italiano de la Iglesia católica.

## Biografía

### Formación
Durante su juventud entró en el Seminario Diocesano de Norcia donde realizó sus estudios eclesiásticos y a su vez lo compaginó con los universitarios obteniendo un doctorado en Filosofía, Derecho canónico y en Derecho Civil por el Pontificio Seminario Romano Maggiore de la ciudad de Roma.

### Sacerdocio
El día 4 de abril del año 1874 fue ordenado sacerdote e inició su ministerio sacerdotal en la Diócesis de Roma siendo al mismo tiempo Rector del Hospicio dei Convertendi. Seguidamente trabajó como consultor de la Congregación para los Obispos y de la Pontificia Comisión para la Codificación del Código de Derecho Canónico. 

### Episcopado
El 7 de julio de 1906 recibió el título de Prelado de Honor de Su Santidad, en ese mismo año fue nombrado por el papa Pío X como Obispo titular de la Diócesis de Cesarea de Mauritania, recibiendo la consagración episcopal el 13 de enero de 1907 por Rafael Merry del Val, Pietro Gasparri y Mons. Ercolano Marini. También durante estos años el 22 de diciembre de 1906 hasta el 6 de diciembre de 1916 fue nombrado Limosnero de Su Santidad, el 4 de noviembre de 1908 fue Consultor de la Sagrada Congregación para el Clero.

### Cardenalato
Tras el consistorio celebrado el 15 de diciembre de 1919 fue elevado por el papa Benedicto XV al rango de cardenal-sacerdote con el título cardenalicio de Santa Cecilia en Trastevere.
Posteriormente el papa le nombró Prefecto del Tribunal Supremo de la Signatura Apostólica.
En 1920 fue nombrado pro-rector del Instituto de las Hijas de María Auxiliadora, dirigido por la madre Brigida María Postorino.
Tras el fallecimiento del papa Benedicto XV, Augustus fue uno de los cardenales electores en el Cónclave de 1922 celebrado entre los días 2 y 6 de febrero, en él fue elegido como nuevo sumo pontífice el papa Pío XI.
Falleció el día 26 de febrero del año 1926, en la ciudad de Roma siendo enterrado en el Cementerio de Verano, aunque el realmente deseaba ser enterrado en la Iglesia de Santa Andrea de la localidad de Ussita junto a la pila bautismal.